# Mireia Oriol Farrés
Mireia Oriol Farrés   (Argentona, 14 de maig de 1996) és una model i actriu de teatre, cinema i televisió catalana. Als setze anys va iniciar la seva trajectòria professional com a model, i mentre treballava a París, un assessor la va animar a estudiar interpretació en una escola seva de Londres durant dos anys. Poc després, mentre estudiava cinema a la Universitat Pompeu Fabra, va començar a aparèixer als curtmetratges dels seus companys d'estudi. Va debutar al cinema de llarga durada en la pel·lícula E.S.O. Entidad Sobrenatural Oculta (2009). Més tard va actuar, juntament amb Belén Rueda, a la pel·lícula El pacto (2018) i es va iniciar a la televisió amb la sèrie Com si fos ahir en el personatge d'Estrella. També va actuar a la sèrie Les de l'hoquei (2019-2020), en la qual va interpretar a Lorena Sánchez, i a la pel·lícula Tocats pel foc (2019). L'any 2023 va protagonitzar la sèrie de 3Cat La mirada de la Fiona. Va interpretar també el paper principal de la pel·lícula Soy Nevenka, sobre el cas de Nevenka Fernández, víctima d'assetjament sexual quan era regidora de l'Ajuntament de Ponferrada; el film va presentar-se al Festival Internacional de Cinema de Sant Sebastià de 2024.

## Treballs
Curtmetratges
- Lina, de Nür Casadevall (2015)[7]
- Waste, d'Alejo Levis i Laura Sisteró[7]
- Amo, d'Àlex Gargot (2016)[7]
- Sol creixent, de Guillem Manzanares (2017)[7]
- Sans moi, je n'exist pas, de Rubén Suárez[7]

Llargmetratges
- E.S.O. Entitat Sobrenatural Oculta (2009)[8]
- El pacto, de David Victori (2018)[3][9]
- Tocats pel foc, de Santiago Lapeira (2019)[10]
- Soy Nevenka (2024)[11]

Televisió
- Com si fos ahir com a Estrella (2018; TV3)[3]
- Les de l'hoquei com a Lorena Sánchez (2019; TV3)[4]
- La mirada de la Fiona, com a Fiona (2023; 3Cat)

Teatre
- Be my baby, dir. Oriol Vila (2018)[1][3]

Videoclips
- To the end, de Marsheaux (2018; Youtube)[12]
- L'ós, de La iaia (2014)